# OFK Titograd
Pour les articles homonymes, voir Mladost.
Maillots
Le Omladinski Fudbalski klub Titograd Podgorica (en monténégrin : Омладинки Фудбалскли клуб Титоград Подгорица), plus couramment abrégé en OFK Titograd, est un club monténégrin de football fondé en 1951 et basé à Podgorica, la capitale du pays.

## Historique
Le FK Mladost est fondé en 1951. Il prend le nom d'OFK Titograd six ans plus tard. Le club est renommé FK Mladost Podgorica en 1992 avant de reprendre son nom d'origine en juin 2018, inaugurant quelques jours plus tard un nouveau logo. 
Il a remporté un championnat du Monténégro et deux Coupes au cours de son histoire.

## Bilan sportif

### Palmarès
| \| - Championnat du Monténégro (1) : - Champion : 2015-16. - Coupe du Monténégro (2) : - Vainqueur : 2014-15 et 2017-18. - Finaliste : 2014. \| \| - Championnat du Monténégro D2 (1) : - Champion : 2009-10. \| |  |                                                            |
| - Championnat du Monténégro (1) : - Champion : 2015-16. - Coupe du Monténégro (2) : - Vainqueur : 2014-15 et 2017-18. - Finaliste : 2014.                                                                        |  | - Championnat du Monténégro D2 (1) : - Champion : 2009-10. |

### Bilan européen
Note : dans les résultats ci-dessous, le score du club est toujours donné en premier
| Saison    | Compétition         | Tour             | Club               | Domicile | Extérieur | Total  |
| --------- | ------------------- | ---------------- | ------------------ | -------- | --------- | ------ |
| 2013-2014 | Ligue Europa        | Premier tour Q   | Videoton FC        | 1 - 0    | 1 - 2     | 2E - 2 |
| 2013-2014 | Ligue Europa        | Deuxième tour Q  | FK Senica          | 2 - 2    | 1 - 0     | 3 - 2  |
| 2013-2014 | Ligue Europa        | Troisième tour Q | Séville FC         | 1 - 6    | 0 - 3     | 1 - 9  |
| 2015-2016 | Ligue Europa        | Premier tour Q   | Neftchi Bakou      | 1 - 1    | 2 - 2     | 3E - 3 |
| 2015-2016 | Ligue Europa        | Deuxième tour Q  | FK Kukës           | 2 - 4    | 1 - 0     | 3 - 4  |
| 2016-2017 | Ligue des champions | Deuxième tour Q  | Ludogorets Razgrad | 0 - 3    | 0 - 2     | 0 - 5  |
| 2017-2018 | Ligue Europa        | Premier tour Q   | Gandzasar Kapan    | 1 - 0    | 3 - 0     | 4 - 0  |
| 2017-2018 | Ligue Europa        | Deuxième tour Q  | Sturm Graz         | 0 - 3    | 1 - 0     | 1 - 3  |
| 2018-2019 | Ligue Europa        | Premier tour Q   | B36 Tórshavn       | 1 - 2    | 0 - 0     | 1 - 2  |
| 2019-2020 | Ligue Europa        | Premier tour Q   | CSKA Sofia         | 0 - 0    | 0 - 4     | 0 - 4  |

Légende
- Victoire ou qualification pour le tour suivant.
- Match nul.
- Défaite ou élimination de la compétition.

## Personnalités du club

### Présidents
- Momčilo Vujošević

### Entraîneurs
- Zoran Govedarica

## Galerie

Ancien logo du club, au temps où il se nommait FK Mladost Podgorica